# VfL Nürnberg
Der VfL Nürnberg ist ein Sportverein aus dem Nürnberger Stadtteil Langwasser und zählt mit 2400 Mitgliedern zu den größten und bekanntesten Vereinen der Stadt. Er wurde 1962 durch eine Fusion des FC Langwasser und des VfB Nürnberg gegründet und verfügt heute über 13 Abteilungen und moderne Sportanlagen mitten im Stadtteil Langwasser.

## Sportarten
- Budo Taijutsu
- Fußball
- Karate
- Kegeln
- Leichtathletik
- Koronar
- Schwimmen
- Ski, Wandern, Fitness
- Tauchen
- Tennis
- Triathlon
- Turnen
- Volleyball

## Vereinseigene Sportstätten
- VfL Sportzentrum in der Salzbrunner Str. 40 mit Gymnastikhalle, Kraftraum, 4 Kegelbahnen Fußball- und Beachvolleyballplätzen
- VfL Tennispark in der Liegnitzer Str. 498 mit 7 Tennisplätzen

## Volleyball
Die Volleyballabteilung war eine der größten Abteilungen des VfL Nürnberg mit vier Frauen-, drei Männer-, zwei Hobby- und mehreren Jugendmannschaften. Das Aushängeschild war die 1. Frauenmannschaft, die von 2004 bis 2012 sowie 2013/14 in der 2. Bundesliga Süd und 2012/13 sowie von 2014 bis 2017 in der 3. Liga Ost spielte. Danach schloss sich die Mannschaft dem TV Fürth 1860 an, die das Spielrecht vom VfL Nürnberg übernahm. Seitdem gibt es beim VfL Nürnberg lediglich Hobbyvolleyball.